# No Woman, No Cry
No Woman, No Cry (brittisk engelska: No Woman, don't cry) är en reggaelåt ursprungligen inspelad av Bob Marley & The Wailers. Den fanns med på albumet Natty Dread från 1974 och släpptes även som singel. Den kanske mest kända versionen är dock den på livealbumet Live! från 1975. No Woman, No Cry är tillsammans med Get Up, Stand Up och I Shot the Sheriff bandets tre mest kända låtar.  Låten handlar om att trösta en kvinna som gråter över det hopplösa livet i slummen i Trenchtown, en fattig stadsdel i Kingston. Under  1970-talet  förvandlades denna till en livsfarlig krigszon när anhängarna till landets två stora partier beväpnade sig med skjutvapen. Lyriken i "No Woman No Cry" uttrycker en tillbakablick på 1960-talet:
| ”            | I say I remember when we used to sit In the government yard in Trenchtown, And then Georgie would make the fire light, I seh, logwood burnin' through the night, night Then we would cook cornmeal porridge, well i mean it Of which I'll share with you, yeah!. | „ |
| – Bob Marley | |   |

Låten skrevs förmodligen av Bob Marley själv, men även Vincent Ford uppgavs som upphovsman. Ford var en vän till Marley som drev ett soppkök i Trenchtown, vilket räddade många barn, däribland Marley själv, från en svältdöd.
Ett flertal artister har genom åren gjort covers på låten, däribland Joan Baez, Boney M., Wyclef Jean (Fugees) och Jimmy Cliff. Musiktidningen Rolling Stone placerade 2004 låten, i Bob Marley & The Wailers version, som nummer 37 på sin lista över de 500 största låtarna genom tiderna.
Det kan även tilläggas att Bob Marley tillsammans med Janne Schaffer 1971 spelade in fyra låtar i ett pannrum i Nockeby väster om Stockholm, däribland "No Woman No Cry"  Förmodligen en demoinspelning. Bob Marley sägs ha bott i pannrummet på en madrass eftersom tillgången på sängar var slut. Det rosa huset i Nockeby pryds av en skylt ovanför ytterdörren där det står "I detta hus bodde Bob Marley 1971".

## Coverversioner
Sten & Stanley har gjort en svensk version av låten, "En Kvinna, En Man (No Woman, No Cry)". Dansbandet Sven-Erics har även spelat in en version av samma låt.